# ريتشارد بوك (لاعب كرة قدم)
ريتشارد بوك (بالإنجليزية: Richard Bok)‏ هو لاعب كرة قدم ومدرب كرة قدم سنغافوري، ولد في 3 أغسطس 1969 في سنغافورة. لعب مع يانج لايونز.